# Serie B (Italia) 2018-19
La Serie B 2018-19 (conocida como Serie B BKT por razones de patrocinio) fue la temporada número 87 desde su creación en 1929. Un total de 19 equipos disputarán la liga. En lugar de los 22 equipos habituales, debido a la exclusión de Bari, Cesena y Avellino. Hay 12 equipos que regresan de la temporada 2017-18 de la Serie B, 4 promocionados de la Serie C 2017-18 (Livorno, Padova, Lecce, Cosenza) y 3 relegados de la Serie A 2017-18 (Crotone, Verona, Benevento).

## Equipos participantes

### Ascensos y descensos
| Pos      | a la Serie A |
| -------- | ------------ |
| 1º       | Empoli       |
| 2º       | Parma        |
| Play-Off | Frosinone    |

| Pos | a la Serie B  |
| --- | ------------- |
| 18º | Crotone       |
| 19º | Hellas Verona |
| 20º | Benevento     |

| Pos        | a la Serie B |
| ---------- | ------------ |
| 1º Grupo A | Livorno      |
| 1º Grupo B | Padova       |
| 1º Grupo C | Lecce        |
| Play-Off   | Cosenza      |

| Pos | a la Serie C   |
| --- | -------------- |
| 19º | Virtus Entella |
| 20º | Novara         |
| 21º | Pro Vercelli   |
| 22º | Ternana        |

| Pos | a la Serie D |
| --- | ------------ |
| 7º  | Bari         |
| 13º | Cesena       |
| 15º | Avellino     |

### Datos de los equipos
| Equipo        | Ciudad        | Entrenador                                                             | Estadio                         | Capacidad | Temporada 2017-18  |
| ------------- | ------------- | ---------------------------------------------------------------------- | ------------------------------- | --------- | ------------------ |
| Ascoli        | Ascoli Piceno | Vincenzo Vivarini                                                      | Cino e Lillo Del Duca           | 20.550    | 18° en la Serie B  |
| Benevento     | Benevento     | Cristian Bucchi                                                        | Ciro Vigorito                   | 17.554    | 20° en la Serie A  |
| Brescia       | Brescia       | David Suazo (1ª-3ª) Eugenio Corini (4ª-38.ª)                           | Mario Rigamonti                 | 27.547    | 16° en la Serie B  |
| Carpi         | Carpi         | Marcello Chezzi                                                        | Sandro Cabassi                  | 4.164     | 11° en la Serie B  |
| Cittadella    | Cittadella    | Roberto Venturato                                                      | Piercesare Tombolato            | 7.623     | 6° en la Serie B   |
| Cosenza       | Cosenza       | Piero Braglia                                                          | Stadio San Vito-Gigi Marulla    | 24.209    | 5° en la Serie C/C |
| Cremonese     | Cremona       | Andrea Mandorlini                                                      | Giovanni Zini                   | 20.461    | 14° en la Serie B  |
| Crotone       | Crotona       | Giovanni Stroppa                                                       | Ezio Scida                      | 16.500    | 18° en la Serie A  |
| Foggia        | Foggia        | Gianluca Grassadonia                                                   | Pino Zaccheria                  | 25.085    | 9° en la Serie B   |
| Hellas Verona | Verona        | Fabio Grosso                                                           | Marcantonio Bentegodi           | 42.160    | 19° en la Serie A  |
| Lecce         | Lecce         | Fabio Liverani                                                         | Via del Mare                    | 36.285    | 1° en la Serie C/C |
| Livorno       | Livorno       | Cristiano Lucarelli                                                    | Estadio Armando Picchi          | 19.801    | 1° en la Serie C/A |
| Padova        | Padua         | Pierpaolo Bisoli                                                       | Euganeo                         | 32.420    | 1° en la Serie C/B |
| Palermo       | Palermo       | Bruno Tedino (1ª-5ª) Roberto Stellone (6ª-34.ª) Delio Rossi (35ª-38.ª) | Renzo Barbera                   | 37.460    | 4° en la Serie B   |
| Perugia       | Perugia       | Alessandro Nesta                                                       | Renato Curi                     | 28.000    | 8° en la Serie B   |
| Pescara       | Pescara       | Giuseppe Pillon                                                        | Adriático - Giovanni Cornacchia | 20.476    | 17° en la Serie B  |
| Salernitana   | Salerno       | Stefano Colantuono                                                     | Arechi                          | 31.300    | 12° en la Serie B  |
| Spezia        | La Spezia     | Pasquale Marino                                                        | Alberto Picco                   | 10.000    | 10° en la Serie B  |
| Venezia       | Venecia       | Stefano Vecchi                                                         | Pier Luigi Penzo                | 17.500    | 5° en la Serie B   |

## Clasificación
|  |     | Equipos           | PJ | PG | PE | PP | GF | GC | Dif | Pts |
|  | --- | ----------------- | -- | -- | -- | -- | -- | -- | --- | --- |
|  | 1.  | Brescia (C) (A)   | 36 | 18 | 13 | 5  | 69 | 42 | +27 | 67  |
|  | 2.  | Lecce (A)         | 36 | 19 | 9  | 8  | 66 | 45 | +21 | 66  |
|  | 3.  | Benevento (P)     | 36 | 17 | 9  | 10 | 61 | 45 | +16 | 60  |
|  | 4.  | Pescara (P)       | 36 | 14 | 13 | 9  | 50 | 46 | +4  | 55  |
|  | 5.  | Hellas Verona (A) | 36 | 13 | 13 | 10 | 49 | 46 | +3  | 52  |
|  | 6.  | Spezia (P)        | 36 | 14 | 9  | 13 | 53 | 46 | +7  | 51  |
|  | 7.  | Cittadella (P)    | 36 | 12 | 15 | 9  | 48 | 37 | +11 | 51  |
|  | 8.  | Perugia (P)       | 36 | 14 | 8  | 14 | 49 | 49 | 0   | 50  |
|  | 9.  | Cremonese         | 36 | 12 | 13 | 11 | 37 | 33 | +4  | 49  |
|  | 10. | Cosenza           | 36 | 11 | 13 | 12 | 34 | 42 | -8  | 46  |
|  | 11. | Palermo           | 36 | 16 | 15 | 5  | 57 | 38 | +19 | 43* |
|  | 12. | Crotone           | 36 | 11 | 10 | 15 | 40 | 42 | -2  | 43  |
|  | 13. | Ascoli            | 36 | 10 | 13 | 13 | 40 | 55 | -16 | 43  |
|  | 14. | Livorno           | 36 | 9  | 12 | 15 | 38 | 51 | -13 | 39  |
|  | 15. | Venezia           | 36 | 8  | 14 | 14 | 35 | 46 | -11 | 38  |
|  | 16. | Salernitana (P)   | 36 | 10 | 8  | 18 | 41 | 57 | -16 | 38  |
|  | 17. | Foggia (D)        | 36 | 10 | 13 | 13 | 44 | 49 | -5  | 37* |
|  | 18. | Padova (D)        | 36 | 5  | 16 | 15 | 36 | 49 | -13 | 31  |
|  | 19. | Carpi (D)         | 36 | 7  | 8  | 21 | 39 | 67 | -27 | 29  |

- Foggia: -6 puntos
- Palermo: -20 Puntos

|  | Asciende a Serie A 2019-20                             |
|  | Clasificado para play-off de ascenso                   |
|  | Participarán en play-off por la permanencia en Serie B |
|  | Desciende a Serie C 2019-20                            |
|  | Descalificado y desciende a Serie D                    |

### Evolución de los puntajes
| Equipo         | 01 | 02 | 03 | 04 | 05 | 06 | 07 | 08 | 09 | 10 | 11 | 12 | 13 | 14 | 15 | 16 | 17 | 18 | 19 | 20 | 21 | 22 | 23 | 24 | 25 | 26 | 27 | 28 | 29 | 30 | 31 | 32 | 33 | 34 | 35 | 36 | 37 | 38 |
| -------------- | -- | -- | -- | -- | -- | -- | -- | -- | -- | -- | -- | -- | -- | -- | -- | -- | -- | -- | -- | -- | -- | -- | -- | -- | -- | -- | -- | -- | -- | -- | -- | -- | -- | -- | -- | -- | -- | -- |
| Brescia        | 3  | 1  | 1  | 1  | 1  | 1  | 1  | 1  | 1  | 1  | 1  | 1  | 1  | 1  | 1  | 1  | 1  | 1  | 1  | 1  | 1  | 1  | 1  | 1  | 1  | 1  | 1  | 1  | 1  | 1  | 1  | 1  | 1  | 1  | 1  | 1  | 1  | 1  |
| Lecce          | 4  | 2  | 5  | 3  | 2  | 2  | 2  | 2  | 2  | 3  | 3  | 2  | 2  | 2  | 2  | 2  | 2  | 2  | 2  | 2  | 2  | 2  | 2  | 2  | 2  | 2  | 2  | 2  | 2  | 2  | 2  | 2  | 2  | 2  | 2  | 2  | 2  | 2  |
| Benevento      | 1  | 4  | 6  | 13 | 12 | 13 | 16 | 17 | 15 | 14 | 10 | 8  | 9  | 11 | 7  | 6  | 9  | 9  | 8  | 7  | 7  | 5  | 5  | 6  | 7  | 7  | 7  | 7  | 6  | 5  | 5  | 6  | 5  | 4  | 4  | 4  | 3  | 3  |
| Internazionale | 17 | 11 | 7  | 14 | 9  | 6  | 4  | 3  | 3  | 2  | 2  | 3  | 3  | 3  | 3  | 3  | 3  | 3  | 3  | 3  | 3  | 3  | 3  | 3  | 3  | 4  | 4  | 3  | 3  | 3  | 3  | 3  | 3  | 3  | 3  | 3  | 4  | 4  |
| Milan2         | 12 | 17 | 14 | 15 | 13 | 14 | 11 | 10 | 12 | 7  | 4  | 5  | 5  | 4  | 4  | 4  | 5  | 6  | 5  | 4  | 4  | 4  | 4  | 4  | 4  | 3  | 3  | 4  | 4  | 4  | 4  | 4  | 4  | 7  | 5  | 5  | 5  | 5  |
| Roma           | 7  | 5  | 9  | 9  | 14 | 10 | 9  | 6  | 7  | 8  | 9  | 6  | 7  | 7  | 8  | 7  | 10 | 7  | 6  | 5  | 5  | 6  | 6  | 5  | 5  | 5  | 5  | 5  | 7  | 8  | 6  | 5  | 6  | 5  | 6  | 6  | 6  | 6  |
| Torino         | 18 | 12 | 10 | 11 | 15 | 15 | 12 | 12 | 10 | 10 | 7  | 10 | 11 | 6  | 6  | 11 | 11 | 8  | 9  | 11 | 10 | 10 | 8  | 9  | 6  | 8  | 6  | 8  | 9  | 7  | 8  | 8  | 7  | 6  | 7  | 7  | 7  | 7  |
| Lazio3         | 15 | 19 | 16 | 8  | 5  | 4  | 6  | 4  | 4  | 4  | 5  | 4  | 4  | 5  | 5  | 5  | 4  | 4  | 4  | 6  | 8  | 7  | 7  | 7  | 8  | 6  | 8  | 6  | 5  | 6  | 7  | 7  | 8  | 8  | 8  | 8  | 8  | 8  |
| Sampdoria1     | 13 | 18 | 13 | 5  | 8  | 9  | 8  | 5  | 5  | 6  | 11 | 12 | 12 | 10 | 11 | 9  | 6  | 5  | 7  | 8  | 6  | 8  | 9  | 10 | 10 | 9  | 9  | 9  | 8  | 9  | 9  | 9  | 9  | 9  | 9  | 9  | 9  | 9  |
| Bologna        | 16 | 14 | 18 | 18 | 18 | 18 | 15 | 16 | 17 | 17 | 17 | 16 | 18 | 18 | 18 | 18 | 18 | 18 | 18 | 18 | 18 | 18 | 17 | 18 | 18 | 18 | 18 | 18 | 17 | 18 | 17 | 17 | 16 | 14 | 15 | 13 | 12 | 10 |
| Sassuolo       | 5  | 6  | 2  | 4  | 4  | 3  | 5  | 8  | 8  | 9  | 6  | 7  | 8  | 8  | 9  | 8  | 8  | 11 | 11 | 12 | 11 | 11 | 11 | 11 | 11 | 11 | 12 | 13 | 14 | 11 | 11 | 11 | 12 | 10 | 10 | 10 | 10 | 11 |
| Udinese3       | 8  | 7  | 11 | 10 | 7  | 11 | 14 | 15 | 16 | 16 | 16 | 17 | 16 | 16 | 17 | 17 | 17 | 17 | 15 | 15 | 16 | 16 | 16 | 15 | 16 | 15 | 15 | 16 | 16 | 16 | 15 | 16 | 17 | 17 | 17 | 16 | 16 | 12 |
| SPAL           | 6  | 3  | 4  | 2  | 6  | 8  | 13 | 14 | 13 | 15 | 15 | 15 | 15 | 15 | 16 | 15 | 16 | 15 | 16 | 16 | 14 | 14 | 14 | 16 | 15 | 16 | 16 | 15 | 15 | 15 | 16 | 13 | 13 | 13 | 11 | 11 | 11 | 13 |
| Parma          | 9  | 13 | 17 | 17 | 10 | 12 | 10 | 9  | 11 | 13 | 13 | 11 | 6  | 9  | 10 | 12 | 12 | 12 | 12 | 9  | 12 | 12 | 12 | 12 | 12 | 13 | 11 | 11 | 13 | 14 | 14 | 14 | 14 | 15 | 14 | 15 | 14 | 14 |
| Cagliari       | 19 | 15 | 12 | 12 | 16 | 16 | 17 | 13 | 14 | 12 | 14 | 13 | 13 | 13 | 13 | 13 | 14 | 13 | 13 | 13 | 15 | 15 | 15 | 14 | 14 | 14 | 14 | 14 | 12 | 13 | 12 | 12 | 10 | 11 | 12 | 12 | 13 | 15 |
| Fiorentina1    | 11 | 8  | 3  | 6  | 3  | 5  | 3  | 7  | 6  | 5  | 8  | 9  | 10 | 12 | 12 | 10 | 7  | 10 | 10 | 10 | 9  | 9  | 10 | 8  | 9  | 10 | 10 | 10 | 10 | 10 | 10 | 10 | 11 | 12 | 13 | 14 | 15 | 16 |
| Genoa2         | 10 | 10 | 15 | 7  | 11 | 7  | 7  | 11 | 9  | 11 | 12 | 14 | 14 | 14 | 15 | 16 | 13 | 14 | 14 | 14 | 13 | 13 | 13 | 13 | 13 | 12 | 13 | 12 | 11 | 12 | 13 | 15 | 15 | 16 | 16 | 17 | 18 | 17 |
| Empoli         | 2  | 9  | 8  | 16 | 17 | 17 | 18 | 18 | 18 | 18 | 18 | 18 | 17 | 17 | 14 | 14 | 15 | 16 | 17 | 17 | 17 | 17 | 18 | 17 | 17 | 17 | 17 | 17 | 18 | 17 | 18 | 18 | 18 | 18 | 18 | 18 | 17 | 18 |
| Frosinone      | 20 | 16 | 19 | 19 | 19 | 19 | 19 | 19 | 19 | 19 | 19 | 19 | 19 | 19 | 19 | 19 | 19 | 19 | 19 | 19 | 19 | 19 | 19 | 19 | 19 | 19 | 19 | 19 | 19 | 19 | 19 | 19 | 19 | 19 | 19 | 19 | 19 | 19 |
| Chievo         | 14 | 20 | 20 | 20 | 20 | 20 | 20 | 20 | 20 | 20 | 20 | 20 | 20 | 20 | 20 | 20 | 20 | 20 | 20 | 20 | 20 | 20 | 20 | 20 | 20 | 20 | 20 | 20 | 20 | 20 | 20 | 20 | 20 | 20 | 20 | 20 | 20 | 20 |

### Resultados
|               | ASC  | BEN  | BRE  | CAR  | CIT  | COS  | CRE  | CRO  | FOG  | HVE  | LEC  | LIV  | PAD  | PAL  | PER  | PES  | SAL  | SPE  | VEN  |
| ------------- | ---- | ---- | ---- | ---- | ---- | ---- | ---- | ---- | ---- | ---- | ---- | ---- | ---- | ---- | ---- | ---- | ---- | ---- | ---- |
| Ascoli        | –––– | 2-2  | 1-1  | 1-0  | 1-1  | 1-1  | 0-0  | 3-2  | 2-2  | 1-0  | 1-0  | 1-1  | 2-3  | 1-2  | 0-3  | 2-1  | 2-4  | 3-1  | 1-0  |
| Benevento     | 1-2  | –––– | 1-1  | 3-1  | 1-0  | 4-2  | 2-1  | 3-0  | 1-3  | 0-1  | 3-3  | 1-0  | 3-3  | 1-2  | 2-1  | 2-1  | 4-0  | 2-3  | 3-0  |
| Brescia       | 1-0  | 2-3  | –––– | 3-1  | 0-1  | 1-0  | 3-2  | 2-0  | 2-1  | 4-2  | 2-1  | 2-0  | 4-1  | 2-1  | 1-1  | 1-1  | 3-0  | 4-4  | 2-0  |
| Carpi         | 1-1  | 2-2  | 1-1  | –––– | 0-1  | 1-1  | 1-2  | 1-2  | 0-2  | 1-1  | 0-1  | 1-4  | 2-1  | 0-3  | 0-1  | 0-0  | 3-2  | 3-2  | 2-3  |
| Cittadella    | 2-2  | 0-1  | 2-2  | 3-1  | –––– | 2-0  | 1-3  | 3-0  | 1-1  | 3-0  | 4-1  | 4-0  | 1-1  | 0-1  | 2-2  | 4-1  | 3-1  | 0-1  | 3-2  |
| Cosenza       | 0-0  | 0-0  | 2-3  | 1-0  | 2-0  | –––– | 2-0  | 1-0  | 2-0  | 0-3  | 2-3  | 1-1  | 2-1  | 1-1  | 1-1  | 1-1  | 0-0  | 1-0  | 1-1  |
| Cremonese     | 0-1  | 1-0  | 0-0  | 1-2  | 0-0  | 2-0  | –––– | 1-0  | 1-0  | 1-1  | 2-0  | 1-0  | 0-0  | 2-0  | 4-0  | 1-1  | 0-0  | 2-0  | 0-1  |
| Crotone       | 3-0  | 1-0  | 2-2  | 1-1  | 0-0  | 0-1  | 0-0  | –––– | 4-1  | 1-2  | 2-2  | 1-1  | 2-1  | 3-0  | 2-0  | 0-2  | 1-1  | 0-3  | 1-1  |
| Foggia        | 3-2  | 1-1  | 2-2  | 4-2  | 1-1  | 1-0  | 3-1  | 0-2  | –––– | 2-2  | 2-2  | 2-2  | 2-1  | 1-2  | 1-0  | 1-1  | 3-1  | 1-0  | 1-1  |
| Hellas Verona | 1-1  | 0-3  | 2-2  | 4-1  | 4-0  | 2-2  | 1-1  | 1-1  | 2-1  | –––– | 0-2  | 2-3  | 1-1  | 1-1  | 2-1  | 3-1  | 1-0  | 2-1  | 1-0  |
| Lecce         | 7-0  | 1-1  | 1-0  | 4-1  | 1-1  | 3-1  | 2-0  | 1-0  | 1-0  | 2-1  | –––– | 3-2  | 3-2  | 1-2  | 0-0  | 2-0  | 2-2  | 2-1  | 2-1  |
| Livorno       | 1-0  | 2-0  | 0-1  | 1-0  | 0-0  | 2-0  | 1-3  | 0-1  | 3-1  | 0-0  | 0-3  | –––– | 1-1  | 2-2  | 2-3  | 0-0  | 1-0  | 1-3  | 1-0  |
| Padova        | 1-2  | 0-1  | 1-1  | 0-1  | 0-0  | 0-0  | 1-1  | 0-0  | 1-1  | 3-0  | 2-1  | 1-1  | –––– | 1-3  | 0-1  | 2-2  | 0-0  | 0-0  | 1-0  |
| Palermo       | 3-0  | 0-0  | 1-1  | 4-1  | 2-2  | 2-1  | 2-2  | 1-0  | 0-0  | 1-0  | 2-1  | 2-2  | 1-1  | –––– | 4-1  | 3-0  | 1-2  | 2-2  | 1-1  |
| Perugia       | 2-0  | 2-4  | 0-2  | 0-1  | 0-0  | 0-1  | 3-1  | 2-1  | 3-0  | 1-2  | 1-2  | 3-1  | 3-2  | 1-2  | –––– | 2-1  | 3-1  | 1-1  | 1-0  |
| Pescara       | 1-1  | 2-1  | 1-5  | 2-0  | 0-1  | 1-1  | 0-0  | 2-1  | 1-0  | 1-1  | 4-2  | 2-1  | 2-0  | 3-2  | 1-1  | –––– | 2-0  | 2-0  | 1-0  |
| Salernitana   | 1-1  | 0-1  | 1-3  | 2-5  | 4-2  | 1-2  | 2-0  | 0-2  | 1-0  | 1-0  | 1-2  | 3-1  | 3-0  | 0-0  | 2-1  | 2-4  | –––– | 1-0  | 1-1  |
| Spezia        | 3-2  | 3-1  | 3-2  | 2-1  | 1-0  | 4-0  | 2-0  | 2-0  | 0-0  | 1-2  | 1-1  | 3-0  | 0-2  | 1-1  | 1-1  | 1-3  | 2-1  | –––– | 1-1  |
| Venezia       | 1-0  | 2-3  | 2-1  | 1-1  | 1-1  | 0-1  | 1-1  | 1-4  | 1-0  | 1-1  | 1-1  | 1-1  | 2-1  | 1-1  | 2-3  | 2-2  | 1-0  | 1-0  | –––– |

## Calendario

### Primera vuelta
| Brescia        | 1 - 1 | Perugia | Mario Rigamonti               | 24 de agosto | 21:00 |
| Venezia        | 1 - 0 | Spezia  | Pier Luigi Penzo              | 25 de agosto | 18:00 |
| Salernitana    | 0 - 0 | Palermo | Arechi                        | 25 de agosto | 18:00 |
| Cremonese      | 1 - 1 | Pescara | Giovanni Zini                 | 25 de agosto | 18:00 |
| Hellas Verona  | 1 - 1 | Padova  | Estadio Marcantonio Bentegodi | 26 de agosto | 18:00 |
| Foggia         | 4 - 2 | Carpi   | Pino Zaccheria                | 26 de agosto | 21:00 |
| Cittadella     | 3 - 0 | Crotone | Piercesare Tombolato          | 26 de agosto | 21:00 |
| Ascoli         | 1 - 1 | Cosenza | Cino e Lillo Del Duca         | 26 de agosto | 21:00 |
| Benevento      | 3 - 3 | Lecce   | Ciro Vigorito                 | 27 de agosto | 21:00 |
| Libre: Livorno |       |         |                               |              |       |

| Palermo          | 2-2 | Cremonese     | Renzo Barbera                   | 31 de agosto    | 21:00 |
| Spezia           | 3-2 | Brescia       | Alberto Picco                   | 1 de septiembre | 18:00 |
| Padova           | 1-0 | Venezia       | Estadio Euganeo                 | 1 de septiembre | 18:00 |
| Carpi            | 0-1 | Cittadella    | Sandro Cabassi                  | 1 de septiembre | 18:00 |
| Cosenza          | 0-3 | Hellas Verona | Stadio San Vito-Gigi Marulla    | 1 de septiembre | 18:00 |
| Pescara          | 2-1 | Livorno       | Adriático - Giovanni Cornacchia | 2 de septiembre | 18:00 |
| Crotone          | 4-1 | Foggia        | Ezio Scida                      | 2 de septiembre | 21:00 |
| Lecce            | 2-2 | Salernitana   | Via del Mare                    | 2 de septiembre | 21:00 |
| Perugia          | 2-0 | Ascoli        | Renato Curi                     | 2 de septiembre | 21:00 |
| Libre: Benevento |     |               |                                 |                 |       |

| Venezia        | 2-3 | Benevento | Pier Luigi Penzo              | 14 de septiembre | 21:00 |
| Ascoli         | 1-0 | Lecce     | Cino e Lillo Del Duca         | 15 de septiembre | 15:00 |
| Brescia        | 1-1 | Pescara   | Mario Rigamonti               | 15 de septiembre | 15:00 |
| Citadella      | 2-0 | Cosenza   | Piercesare Tombolato          | 15 de septiembre | 15:00 |
| Cremonese      | 2-0 | Spezia    | Giovanni Zini                 | 15 de septiembre | 18:00 |
| Salernitana    | 3-0 | Padova    | Arechi                        | 16 de septiembre | 15:00 |
| Hellas Verona  | 4-1 | Carpi     | Estadio Marcantonio Bentegodi | 16 de septiembre | 15:00 |
| Foggia         | 1-2 | Palermo   | Pino Zaccheria                | 16 de septiembre | 21:00 |
| Livorno        | 0-1 | Crotone   | Estadio Armando Picchi        | 17 de septiembre | 21:00 |
| Libre: Perugia |     |           |                               |                  |       |

| Benevento     | 4-0 | Salernitana   | Ciro Vigorito                | 21 de septiembre | 21:00 |
| Carpi         | 1-1 | Brescia       | Sandro Cabassi               | 22 de septiembre | 15:00 |
| Crotone       | 1-2 | Hellas Verona | Stadio Ezio Scida            | 22 de septiembre | 15:00 |
| Lecce         | 2-1 | Venezia       | Via del Mare                 | 22 de septiembre | 15:00 |
| Palermo       | 4-1 | Perugia       | Renzo Barbera                | 22 de septiembre | 15:00 |
| Pescara       | 1-0 | Foggia        | Adriático                    | 22 de septiembre | 15:00 |
| Spezia        | 1-0 | Cittadella    | Stadio Alberto Picco         | 22 de septiembre | 15:00 |
| Cosenza       | 1-1 | Livorno       | Stadio San Vito-Gigi Marulla | 22 de septiembre | 18:00 |
| Padova        | 1-1 | Cremonese     | Estadio Euganeo              | 23 de septiembre | 21:00 |
| Libre: Ascoli |     |               |                              |                  |       |

| Brescia        | 2-1 | Palermo   | Stadio Mario Rigamonti        | 25 de septiembre | 21:00 |
| Cittadella     | 0-1 | Benevento | Stadio Pier Cesare Tombolato  | 25 de septiembre | 21:00 |
| Hellas Verona  | 2-1 | Spezia    | Estadio Marcantonio Bentegodi | 25 de septiembre | 21:00 |
| Livorno        | 0-3 | Lecce     | Estadio Armando Picchi        | 25 de septiembre | 21:00 |
| Perugia        | 0-1 | Carpi     | Estadio Renato Curi           | 25 de septiembre | 21:00 |
| Pescara        | 2-1 | Crotone   | Estadio Adriático             | 25 de septiembre | 21:00 |
| Salernitana    | 1-1 | Ascoli    | Estadio Arechi                | 25 de septiembre | 21:00 |
| Cremonese      | 2-0 | Cosenza   | Stadio Giovanni Zini          | 26 de septiembre | 19:00 |
| Foggia         | 2-1 | Padova    | Stadio Pino Zaccheria         | 26 de septiembre | 21:00 |
| Libre: Venezia |     |           |                               |                  |       |

| Crotone        | 2-2 | Brescia       | Stadio Ezio Scida             | 28 de septiembre | 21:00 |
| Lecce          | 1-1 | Cittadella    | Estadio Via del Mare          | 29 de septiembre | 15:00 |
| Salernitana    | 1-0 | Hellas Verona | Estadio Arechi                | 29 de septiembre | 15:00 |
| Spezia         | 2-1 | Carpi         | Stadio Alberto Picco          | 29 de septiembre | 15:00 |
| Venezia        | 1-1 | Livorno       | Estadio Pier Luigi Penzo      | 29 de septiembre | 18:00 |
| Ascoli         | 0-0 | Cremonese     | Estadio Cino e Lillo Del Duca | 30 de septiembre | 15:00 |
| Cosenza        | 1-1 | Perugia       | Stadio San Vito-Gigi Marulla  | 30 de septiembre | 15:00 |
| Benevento      | 1-3 | Foggia        | Estadio Ciro Vigorito         | 30 de septiembre | 21:00 |
| Padova         | 2-2 | Pescara       | Estadio Euganeo               | 1 de octubre     | 17:30 |
| Libre: Palermo |     |               |                               |                  |       |

| Hellas Verona     | 0-2 | Lecce       | Estadio Marcantonio Bentegodi | 5 de octubre | 21:00 |
| Carpi             | 1-1 | Cosenza     | Estadio Sandro Cabassi        | 6 de octubre | 15:00 |
| Cremonese         | 0-0 | Salernitana | Stadio Giovanni Zini          | 6 de octubre | 15:00 |
| Foggia            | 3-2 | Ascoli      | Stadio Pino Zaccheria         | 6 de octubre | 15:00 |
| Pescara           | 2-1 | Benevento   | Estadio Adriático             | 6 de octubre | 15:00 |
| Perugia           | 1-0 | Venezia     | Estadio Renato Curi           | 6 de octubre | 18:00 |
| Brescia           | 4-1 | Padova      | Stadio Mario Rigamonti        | 7 de octubre | 15:00 |
| Livorno           | 1-3 | Spezia      | Estadio Armando Picchi        | 7 de octubre | 15:00 |
| Palermo           | 1-0 | Crotone     | Estadio Renzo Barbera         | 7 de octubre | 21:00 |
| Libre: Cittadella |     |             |                               |              |       |

| Spezia           | 1-3 | Pescara       | Stadio Alberto Picco          | 19 de octubre | 21:00 |
| Ascoli           | 1-0 | Carpi         | Estadio Cino e Lillo Del Duca | 20 de octubre | 15:00 |
| Cittadella       | 2-2 | Brescia       | Stadio Pier Cesare Tombolato  | 20 de octubre | 15:00 |
| Cosenza          | 2-0 | Foggia        | Stadio San Vito-Gigi Marulla  | 20 de octubre | 15:00 |
| Crotone          | 2-1 | Padova        | Stadio Ezio Scida             | 20 de octubre | 18:00 |
| Salernitana      | 2-1 | Perugia       | Estadio Arechi                | 21 de octubre | 15:00 |
| Venezia          | 1-1 | Hellas Verona | Estadio Pier Luigi Penzo      | 21 de octubre | 15:00 |
| Lecce            | 1-2 | Palermo       | Estadio Via del Mare          | 21 de octubre | 21:00 |
| Benevento        | 1-0 | Livorno       | Estadio Ciro Vigorito         | 22 de octubre | 21:00 |
| Libre: Cremonese |     |               |                               |               |       |

| Palermo       | 1-1 | Venezia     | Estadio Renzo Barbera         | 26 de octubre | 21:00 |
| Livorno       | 1-0 | Ascoli      | Estadio Armando Picchi        | 27 de octubre | 15:00 |
| Benevento     | 2-1 | Cremonese   | Estadio Ciro Vigorito         | 27 de octubre | 15:00 |
| Pescara       | 0-1 | Cittadella  | Estadio Adriático             | 27 de octubre | 15:00 |
| Foggia        | 2-2 | Lecce       | Stadio Pino Zaccheria         | 27 de octubre | 15:00 |
| Brescia       | 1-0 | Cosenza     | Stadio Mario Rigamonti        | 27 de octubre | 15:00 |
| Padova        | 0-0 | Spezia      | Estadio Euganeo               | 27 de octubre | 15:00 |
| Hellas Verona | 2-1 | Perugia     | Estadio Marcantonio Bentegodi | 27 de octubre | 18:00 |
| Crotone       | 1-1 | Salernitana | Stadio Ezio Scida             | 28 de octubre | 21:00 |
| Libre: Carpi  |     |             |                               |               |       |

| Ascoli         | 1-0 | Verona    | Estadio Cino e Lillo Del Duca | 30 de octubre   | 21:00 |
| Carpi          | 0-3 | Palermo   | Estadio Sandro Cabassi        | 30 de octubre   | 21:00 |
| Cittadella     | 1-1 | Foggia    | Stadio Pier Cesare Tombolato  | 30 de octubre   | 21:00 |
| Cosenza        | 1-1 | Pescara   | Stadio San Vito-Gigi Marulla  | 30 de octubre   | 21:00 |
| Cremonese      | 0-1 | Venezia   | Stadio Giovanni Zini          | 30 de octubre   | 21:00 |
| Perugia        | 3-2 | Padova    | Estadio Renato Curi           | 30 de octubre   | 21:00 |
| Salernitana    | 3-1 | Livorno   | Estadio Arechi                | 31 de octubre   | 19:00 |
| Lecce          | 1-0 | Crotone   | Estadio Via del Mare          | 31 de octubre   | 21:00 |
| Spezia         | 3-1 | Benevento | Stadio Alberto Picco          | 18 de noviembre | 15:00 |
| Libre: Brescia |     |           |                               |                 |       |

| Hellas Verona | 1-1 | Cremonese   | Estadio Marcantonio Bentegodi | 2 de noviembre | 21:00 |
| Foggia        | 2-2 | Brescia     | Stadio Pino Zaccheria         | 3 de noviembre | 15:00 |
| Padova        | 0-0 | Cittadella  | Estadio Euganeo               | 3 de noviembre | 15:00 |
| Palermo       | 2-1 | Cosenza     | Estadio Renzo Barbera         | 3 de noviembre | 15:00 |
| Benevento     | 1-2 | Ascoli      | Estadio Ciro Vigorito         | 3 de noviembre | 18:00 |
| Crotone       | 1-1 | Carpi       | Stadio Ezio Scida             | 4 de noviembre | 15:00 |
| Venezia       | 1-0 | Salernitana | Estadio Pier Luigi Penzo      | 4 de noviembre | 15:00 |
| Livorno       | 2-3 | Perugia     | Estadio Armando Picchi        | 4 de noviembre | 21:00 |
| Pescara       | 4-2 | Lecce       | Estadio Adriático             | 5 de noviembre | 21:00 |
| Libre: Spezia |     |             |                               |                |       |

| Jornada 12    | Jornada 12 | Jornada 12    | Jornada 12                    | Jornada 12      | Jornada 12 |
| Local         | Resultado  | Visitante     | Estadio                       | Fecha           | Hora       |
| ------------- | ---------- | ------------- | ----------------------------- | --------------- | ---------- |
| Perugia       | 2-1        | Crotone       | Estadio Renato Curi           | 9 de noviembre  | 21:00      |
| Ascoli        | 2-3        | Padova        | Estadio Cino e Lillo Del Duca | 10 de noviembre | 15:00      |
| Carpi         | 2-2        | Benevento     | Estadio Sandro Cabassi        | 10 de noviembre | 15:00      |
| Cremonese     | 1-0        | Livorno       | Stadio Giovanni Zini          | 10 de noviembre | 15:00      |
| Salernitana   | 1-0        | Spezia        | Estadio Arechi                | 10 de noviembre | 15:00      |
| Cosenza       | 2-3        | Lecce         | Stadio San Vito-Gigi Marulla  | 10 de noviembre | 21:00      |
| Brescia       | 4-2        | Hellas Verona | Stadio Mario Rigamonti        | 11 de noviembre | 15:00      |
| Cittadella    | 3-2        | Venezia       | Stadio Pier Cesare Tombolato  | 11 de noviembre | 15:00      |
| Palermo       | 3-0        | Pescara       | Estadio Renzo Barbera         | 11 de noviembre | 21:00      |
| Libre: Foggia |            |               |                               |                 |            |

| Hellas Verona      | 1-1 | Palermo    | Estadio Marcantonio Bentegodi | 23 de noviembre | 21:00 |
| Livorno            | 0-0 | Cittadella | Estadio Armando Picchi        | 24 de noviembre | 15:00 |
| Padova             | 0-1 | Carpi      | Estadio Euganeo               | 24 de noviembre | 15:00 |
| Venezia            | 2-1 | Brescia    | Estadio Pier Luigi Penzo      | 24 de noviembre | 15:00 |
| Benevento          | 2-1 | Perugia    | Estadio Ciro Vigorito         | 24 de noviembre | 18:00 |
| Pescara            | 1-1 | Ascoli     | Estadio Adriático             | 24 de noviembre | 18:00 |
| Spezia             | 0-0 | Foggia     | Stadio Alberto Picco          | 25 de noviembre | 15:00 |
| Lecce              | 2-0 | Cremonese  | Estadio Via del Mare          | 25 de noviembre | 21:00 |
| Crotone            | 0-1 | Cosenza    | Stadio Ezio Scida             | 26 de noviembre | 21:00 |
| Libre: Salernitana |     |            |                               |                 |       |

| Palermo              | 0-0 | Benevento   | Estadio Renzo Barbera         | 30 de noviembre | 21:00 |
| Cittadella           | 3-1 | Salernitana | Stadio Pier Cesare Tombolato  | 1 de diciembre  | 15:00 |
| Cosenza              | 2-1 | Padova      | Stadio San Vito-Gigi Marulla  | 1 de diciembre  | 15:00 |
| Cremonese            | 1-0 | Crotone     | Stadio Giovanni Zini          | 1 de diciembre  | 15:00 |
| Ascoli               | 3-1 | Spezia      | Estadio Cino e Lillo Del Duca | 1 de diciembre  | 18:00 |
| Brescia              | 2-1 | Livorno     | Stadio Mario Rigamonti        | 2 de diciembre  | 15:00 |
| Carpi                | 0-1 | Lecce       | Estadio Sandro Cabassi        | 2 de diciembre  | 15:00 |
| Perugia              | 2-1 | Pescara     | Estadio Renato Curi           | 2 de diciembre  | 21:00 |
| Foggia               | 1-1 | Venezia     | Stadio Pino Zaccheria         | 3 de diciembre  | 21:00 |
| Libre: Hellas Verona |     |             |                               |                 |       |

| Pescara        | 2-0 | Carpi         | Estadio Adriático        | 7 de diciembre  | 21:00 |
| Padova         | 1-3 | Palermo       | Estadio Euganeo          | 8 de diciembre  | 12:30 |
| Lecce          | 0-0 | Perugia       | Estadio Via del Mare     | 8 de diciembre  | 15:00 |
| Spezia         | 4-0 | Cosenza       | Stadio Alberto Picco     | 8 de diciembre  | 15:00 |
| Venezia        | 1-0 | Ascoli        | Estadio Pier Luigi Penzo | 8 de diciembre  | 15:00 |
| Cremonese      | 0-0 | Cittadella    | Stadio Giovanni Zini     | 9 de diciembre  | 15:00 |
| Livorno        | 3-1 | Foggia        | Estadio Armando Picchi   | 9 de diciembre  | 15:00 |
| Benevento      | 0-1 | Hellas Verona | Estadio Ciro Vigorito    | 9 de diciembre  | 21:00 |
| Salernitana    | 2-3 | Brescia       | Estadio Arechi           | 10 de diciembre | 21:00 |
| Libre: Crotone |     |               |                          |                 |       |

| Foggia        | 3-1 | Cremonese   | Stadio Pino Zaccheria         | 14 de diciembre | 21:00 |
| Ascoli        | 1-1 | Citadella   | Estadio Cino e Lillo Del Duca | 15 de diciembre | 15:00 |
| Palermo       | 1-1 | Livorno     | Estadio Renzo Barbera         | 15 de diciembre | 15:00 |
| Perugia       | 1-1 | Spezia      | Estadio Renato Curi           | 15 de diciembre | 15:00 |
| Carpi         | 3-2 | Salernitana | Estadio Sandro Cabassi        | 16 de diciembre | 15:00 |
| Crotone       | 1-1 | Venezia     | Stadio Ezio Scida             | 16 de diciembre | 15:00 |
| Cosenza       | 0-0 | Benevento   | Stadio San Vito-Gigi Marulla  | 16 de diciembre | 17:00 |
| Brescia       | 2-1 | Lecce       | Stadio Mario Rigamonti        | 16 de diciembre | 21:00 |
| Hellas Verona | 3-1 | Pescara     | Estadio Marcantonio Bentegodi | 17 de diciembre | 21:00 |
| Libre: Padova |     |             |                               |                 |       |

| Ascoli         | 1-1 | Brescia       | Estadio Cino e Lillo Del Duca | 21 de diciembre | 21:00 |
| Cremonese      | 1-2 | Carpi         | Stadio Giovanni Zini          | 22 de diciembre | 15:00 |
| Livorno        | 0-0 | Hellas Verona | Estadio Armando Picchi        | 22 de diciembre | 15:00 |
| Salernitana    | 1-0 | Foggia        | Estadio Arechi                | 23 de diciembre | 12:30 |
| Cittadella     | 2-2 | Perugia       | Stadio Pier Cesare Tombolato  | 23 de diciembre | 15:00 |
| Lecce          | 3-2 | Padova        | Estadio Via del Mare          | 23 de diciembre | 15:00 |
| Venezia        | 0-1 | Cosenza       | Estadio Pier Luigi Penzo      | 23 de diciembre | 15:00 |
| Spezia         | 1-1 | Palermo       | Stadio Alberto Picco          | 23 de diciembre | 17:30 |
| Benevento      | 3-0 | Crotone       | Estadio Ciro Vigorito         | 23 de diciembre | 19:00 |
| Libre: Pescara |     |               |                               |                 |       |

| Brescia       | 3-2 | Cremonese   | Stadio Mario Rigamonti        | 26 de diciembre | 15:00 |
| Carpi         | 1-4 | Livorno     | Estadio Sandro Cabassi        | 26 de diciembre | 15:00 |
| Pescara       | 1-0 | Venezia     | Estadio Adriático             | 27 de diciembre | 19:00 |
| Cosenza       | 0-0 | Salernitana | Stadio San Vito-Gigi Marulla  | 27 de diciembre | 21:00 |
| Crotone       | 0-3 | Spezia      | Stadio Ezio Scida             | 27 de diciembre | 21:00 |
| Hellas Verona | 4-0 | Cittadella  | Estadio Marcantonio Bentegodi | 27 de diciembre | 21:00 |
| Padova        | 0-1 | Benevento   | Estadio Euganeo               | 27 de diciembre | 21:00 |
| Palermo       | 3-0 | Ascoli      | Estadio Renzo Barbera         | 27 de diciembre | 21:00 |
| Perugia       | 3-0 | Foggia      | Estadio Renato Curi           | 27 de diciembre | 21:00 |
| Libre: Lecce  |     |             |                               |                 |       |

| Foggia         | 2-2 | Hellas Verona | Stadio Pino Zaccheria         | 30 de diciembre | 12:30 |
| Ascoli         | 3-2 | Crotone       | Estadio Cino e Lillo Del Duca | 30 de diciembre | 15:00 |
| Cittadella     | 0-1 | Palermo       | Stadio Pier Cesare Tombolato  | 30 de diciembre | 15:00 |
| Cremonese      | 4-0 | Perugia       | Stadio Giovanni Zini          | 30 de diciembre | 15:00 |
| Salernitana    | 2-1 | Pescara       | Estadio Arechi                | 30 de diciembre | 15:00 |
| Venezia        | 1-1 | Carpi         | Estadio Pier Luigi Penzo      | 30 de diciembre | 15:00 |
| Benevento      | 1-1 | Brescia       | Estadio Ciro Vigorito         | 30 de diciembre | 16:00 |
| Livorno        | 1-1 | Padova        | Estadio Armando Picchi        | 30 de diciembre | 18:00 |
| Spezia         | 1-1 | Lecce         | Stadio Alberto Picco          | 30 de diciembre | 21:00 |
| Libre: Cosenza |     |               |                               |                 |       |

### Segunda vuelta
| Palermo        | 1-2 | Salernitana   | Estadio Renzo Barbera        | 18 de enero | 21:00 |
| Carpi          | 0-2 | Foggia        | Estadio Sandro Cabassi       | 19 de enero | 15:00 |
| Crotone        | 0-0 | Cittadella    | Stadio Ezio Scida            | 19 de enero | 15:00 |
| Lecce          | 1-1 | Benevento     | Estadio Via del Mare         | 19 de enero | 15:00 |
| Perugia        | 0-2 | Brescia       | Estadio Renato Curi          | 19 de enero | 18:00 |
| Cosenza        | 0-0 | Ascoli        | Stadio San Vito-Gigi Marulla | 20 de enero | 15:00 |
| Padova         | 3-0 | Hellas Verona | Estadio Euganeo              | 20 de enero | 15:00 |
| Pescara        | 0-0 | Cremonese     | Estadio Adriático            | 20 de enero | 21:00 |
| Spezia         | 1-1 | Venezia       | Stadio Alberto Picco         | 21 de enero | 21:00 |
| Libre: Livorno |     |               |                              |             |       |

| Foggia           | 0-2 | Crotone | Stadio Pino Zaccheria         | 25 de enero | 21:00 |
| Ascoli           | 0-3 | Perugia | Estadio Cino e Lillo Del Duca | 26 de enero | 15:00 |
| Cittadella       | 3-1 | Carpi   | Stadio Pier Cesare Tombolato  | 26 de enero | 15:00 |
| Cremonese        | 3-0 | Palermo | Stadio Giovanni Zini          | 26 de enero | 15:00 |
| Salernitana      | 1-2 | Lecce   | Estadio Arechi                | 26 de enero | 18:00 |
| Livorno          | 0-0 | Pescara | Estadio Armando Picchi        | 27 de enero | 15:00 |
| Venezia          | 2-1 | Padova  | Estadio Pier Luigi Penzo      | 27 de enero | 15:00 |
| Brescia          | 4-4 | Spezia  | Stadio Mario Rigamonti        | 27 de enero | 18:00 |
| Hellas Verona    | 2-2 | Cosenza | Estadio Marcantonio Bentegodi | 28 de enero | 21:00 |
| Libre: Benevento |     |         |                               |             |       |

| Carpi          | 1-1 | Hellas Verona | Estadio Sandro Cabassi       | 2 de febrero | 15:00 |
| Cosenza        | 2-0 | Cittadella    | Stadio San Vito-Gigi Marulla | 2 de febrero | 15:00 |
| Padova         | 0-0 | Salernitana   | Estadio Euganeo              | 2 de febrero | 15:00 |
| Spezia         | 2-0 | Cremonese     | Stadio Alberto Picco         | 2 de febrero | 18:00 |
| Benevento      | 3-0 | Venezia       | Estadio Ciro Vigorito        | 3 de febrero | 15:00 |
| Crotone        | 1-1 | Livorno       | Stadio Ezio Scida            | 3 de febrero | 15:00 |
| Pescara        | 1-5 | Brescia       | Estadio Adriático            | 3 de febrero | 21:00 |
| Palermo        | 0-0 | Foggia        | Estadio Renzo Barbera        | 4 de febrero | 21:00 |
| Lecce          | 7-0 | Ascoli        | Estadio Via del Mare         | 23 de marzo  | 21:00 |
| Libre: Perugia |     |               |                              |              |       |

| Salernitana   | 0-1 | Benevento | Estadio Arechi                | 8 de febrero  | 21:00 |
| Cremonese     | 0-0 | Padova    | Stadio Giovanni Zini          | 9 de febrero  | 15:00 |
| Perugia       | 1-2 | Palermo   | Estadio Renato Curi           | 9 de febrero  | 15:00 |
| Cittadella    | 0-1 | Spezia    | Stadio Pier Cesare Tombolato  | 9 de febrero  | 15:00 |
| Brescia       | 3-1 | Carpi     | Stadio Mario Rigamonti        | 9 de febrero  | 18:00 |
| Livorno       | 2-0 | Cosenza   | Estadio Armando Picchi        | 10 de febrero | 15:00 |
| Foggia        | 1-1 | Pescara   | Stadio Pino Zaccheria         | 10 de febrero | 15:00 |
| Hellas Verona | 1-1 | Crotone   | Estadio Marcantonio Bentegodi | 10 de febrero | 21:00 |
| Venezia       | 1-1 | Lecce     | Estadio Pier Luigi Penzo      | 11 de febrero | 21:00 |
| Libre:Ascoli  |     |           |                               |               |       |

| Palermo        | 1-1 | Brescia       | Estadio Renzo Barbera         | 15 de febrero | 21:00 |
| Benevento      | 1-0 | Cittadella    | Estadio Ciro Vigorito         | 16 de febrero | 15:00 |
| Padova         | 1-1 | Foggia        | Estadio Euganeo               | 16 de febrero | 15:00 |
| Carpi          | 0-1 | Perugia       | Estadio Sandro Cabassi        | 16 de febrero | 15:00 |
| Ascoli         | 2-4 | Salernitana   | Estadio Cino e Lillo Del Duca | 16 de febrero | 18:00 |
| Cosenza        | 2-0 | Cremonese     | Stadio San Vito-Gigi Marulla  | 17 de febrero | 15:00 |
| Lecce          | 3-2 | Livorno       | Estadio Via del Mare          | 17 de febrero | 15:00 |
| Spezia         | 1-2 | Hellas Verona | Stadio Alberto Picco          | 17 de febrero | 21:00 |
| Crotone        | 0-2 | Pescara       | Stadio Ezio Scida             | 18 de febrero | 21:00 |
| Libre: Venezia |     |               |                               |               |       |

| Hellas Verona | 1-0 | Salernitana | Estadio Marcantonio Bentegodi | 22 de febrero | 21:00 |
| Cremonese     | 0-1 | Ascoli      | Stadio Giovanni Zini          | 23 de febrero | 15:00 |
| Perugia       | 0-1 | Cosenza     | Estadio Renato Curi           | 23 de febrero | 15:00 |
| Brescia       | 2-0 | Crotone     | Stadio Mario Rigamonti        | 23 de febrero | 15:00 |
| Cittadella    | 4-1 | Lecce       | Stadio Pier Cesare Tombolato  | 23 de febrero | 15:00 |
| Pescara       | 2-0 | Padova      | Estadio Adriático             | 23 de febrero | 15:00 |
| Carpi         | 3-2 | Spezia      | Estadio Sandro Cabassi        | 23 de febrero | 15:00 |
| Foggia        | 1-1 | Benevento   | Stadio Pino Zaccheria         | 23 de febrero | 18:00 |
| Livorno       | 1-0 | Venezia     | Estadio Armando Picchi        | 24 de febrero | 21:00 |
| Libre:Palermo |     |             |                               |               |       |

| Benevento        | 2-1 | Pescara       | Estadio Ciro Vigorito         | 26 de febrero | 18:00 |
| Padova           | 1-1 | Brescia       | Estadio Euganeo               | 26 de febrero | 21:00 |
| Cosenza          | 1-0 | Carpi         | Stadio San Vito-Gigi Marulla  | 26 de febrero | 21:00 |
| Salernitana      | 2-0 | Cremonese     | Estadio Arechi                | 26 de febrero | 21:00 |
| Ascoli           | 2-2 | Foggia        | Estadio Cino e Lillo Del Duca | 26 de febrero | 21:00 |
| Lecce            | 2-1 | Hellas Verona | Estadio Via del Mare          | 26 de febrero | 21:00 |
| Crotone          | 3-0 | Palermo       | Stadio Ezio Scida             | 26 de febrero | 21:00 |
| Venezia          | 2-3 | Perugia       | Estadio Pier Luigi Penzo      | 27 de febrero | 19:00 |
| Spezia           | 3-0 | Livorno       | Stadio Alberto Picco          | 27 de febrero | 21:00 |
| Libre:Cittadella |     |               |                               |               |       |

| Foggia          | 1-0 | Cosenza     | Stadio Pino Zaccheria         | 1 de marzo | 21:00 |
| Carpi           | 1-1 | Ascoli      | Estadio Sandro Cabassi        | 2 de marzo | 15:00 |
| Brescia         | 0-1 | Cittadella  | Stadio Mario Rigamonti        | 2 de marzo | 15:00 |
| Padova          | 0-0 | Crotone     | Estadio Euganeo               | 2 de marzo | 15:00 |
| Palermo         | 2-1 | Lecce       | Estadio Renzo Barbera         | 2 de marzo | 18:00 |
| Perugia         | 3-1 | Salernitana | Estadio Renato Curi           | 3 de marzo | 15:00 |
| Pescara         | 2-0 | Spezia      | Estadio Adriático             | 3 de marzo | 15:00 |
| Hellas Verona   | 1-0 | Venezia     | Estadio Marcantonio Bentegodi | 3 de marzo | 21:00 |
| Livorno         | 2-0 | Benevento   | Estadio Armando Picchi        | 4 de marzo | 21:00 |
| Libre:Cremonese |     |             |                               |            |       |

| Perugia     | 1-2 | Hellas Verona | Estadio Renato Curi           | 8 de marzo  | 21:00 |
| Cosenza     | 2-3 | Brescia       | Stadio San Vito-Gigi Marulla  | 9 de marzo  | 15:00 |
| Lecce       | 1-0 | Foggia        | Estadio Via del Mare          | 9 de marzo  | 15:00 |
| Cittadella  | 4-1 | Pescara       | Stadio Pier Cesare Tombolato  | 9 de marzo  | 15:00 |
| Spezia      | 0-2 | Padova        | Stadio Alberto Picco          | 9 de marzo  | 18:00 |
| Cremonese   | 1-0 | Benevento     | Stadio Giovanni Zini          | 10 de marzo | 15:00 |
| Ascoli      | 1-1 | Livorno       | Estadio Cino e Lillo Del Duca | 10 de marzo | 15:00 |
| Salernitana | 0-2 | Crotone       | Estadio Arechi                | 10 de marzo | 21:00 |
| Venezia     | 1-1 | Palermo       | Estadio Pier Luigi Penzo      | 11 de marzo | 21:00 |
| Libre:Carpi |     |               |                               |             |       |

| Pescara       | 1-1 | Cosenza     | Estadio Adriático             | 15 de marzo | 21:00 |
| Foggia        | 1-1 | Cittadella  | Stadio Pino Zaccheria         | 16 de marzo | 15:00 |
| Padova        | 0-1 | Perugia     | Estadio Euganeo               | 16 de marzo | 15:00 |
| Livorno       | 1-0 | Salernitana | Estadio Armando Picchi        | 16 de marzo | 15:00 |
| Benevento     | 2-3 | Spezia      | Estadio Ciro Vigorito         | 16 de marzo | 15:00 |
| Hellas Verona | 1-1 | Ascoli      | Estadio Marcantonio Bentegodi | 16 de marzo | 18:00 |
| Palermo       | 4-1 | Carpi       | Estadio Renzo Barbera         | 17 de marzo | 15:00 |
| Venezia       | 1-1 | Cremonese   | Estadio Pier Luigi Penzo      | 17 de marzo | 15:00 |
| Crotone       | 2-2 | Lecce       | Stadio Ezio Scida             | 17 de marzo | 21:00 |
| Libre:Brescia |     |             |                               |             |       |

| Cremonese    | 1-1 | Hellas Verona | Stadio Giovanni Zini          | 29 de marzo | 21:00 |
| Ascoli       | 2-2 | Benevento     | Estadio Cino e Lillo Del Duca | 30 de marzo | 15:00 |
| Carpi        | 1-2 | Crotone       | Estadio Sandro Cabassi        | 30 de marzo | 15:00 |
| Perugia      | 3-1 | Livorno       | Estadio Renato Curi           | 30 de marzo | 15:00 |
| Cittadella   | 1-1 | Padova        | Stadio Pier Cesare Tombolato  | 30 de marzo | 15:00 |
| Cosenza      | 1-1 | Palermo       | Stadio San Vito-Gigi Marulla  | 30 de marzo | 15:00 |
| Salernitana  | 1-1 | Venezia       | Estadio Arechi                | 30 de marzo | 15:00 |
| Brescia      | 2-1 | Foggia        | Stadio Mario Rigamonti        | 30 de marzo | 18:00 |
| Lecce        | 2-0 | Pescara       | Estadio Via del Mare          | 31 de marzo | 21:00 |
| Libre:Spezia |     |               |                               |             |       |

| Padova        | 1-2 | Ascoli      | Estadio Euganeo               | 2 de abril | 21:00 |
| Hellas Verona | 2-2 | Brescia     | Estadio Marcantonio Bentegodi | 2 de abril | 21:00 |
| Benevento     | 3-1 | Carpi       | Estadio Ciro Vigorito         | 2 de abril | 21:00 |
| Venezia       | 1-1 | Cittadella  | Estadio Pier Luigi Penzo      | 2 de abril | 21:00 |
| Livorno       | 1-3 | Cremonese   | Estadio Armando Picchi        | 2 de abril | 21:00 |
| Crotone       | 2-0 | Perugia     | Stadio Ezio Scida             | 2 de abril | 21:00 |
| Spezia        | 2-1 | Salernitana | Stadio Alberto Picco          | 2 de abril | 21:00 |
| Lecce         | 3-1 | Cosenza     | Estadio Via del Mare          | 3 de abril | 19:00 |
| Pescara       | 3-2 | Palermo     | Estadio Adriático             | 3 de abril | 21:00 |
| Libre:Foggia  |     |             |                               |            |       |

| Brescia           | 2-0 | Venezia       | Stadio Mario Rigamonti        | 5 de abril | 21:00 |
| Cittadella        | 4-0 | Livorno       | Stadio Pier Cesare Tombolato  | 6 de abril | 15:00 |
| Carpi             | 2-1 | Padova        | Estadio Sandro Cabassi        | 6 de abril | 15:00 |
| Foggia            | 1-0 | Spezia        | Stadio Pino Zaccheria         | 6 de abril | 15:00 |
| Perugia           | 2-4 | Benevento     | Estadio Renato Curi           | 6 de abril | 18:00 |
| Cremonese         | 2-0 | Lecce         | Stadio Giovanni Zini          | 7 de abril | 15:00 |
| Ascoli            | 2-1 | Pescara       | Estadio Cino e Lillo Del Duca | 7 de abril | 15:00 |
| Cosenza           | 1-0 | Crotone       | Stadio San Vito-Gigi Marulla  | 7 de abril | 21:00 |
| Palermo           | 1-0 | Hellas Verona | Estadio Renzo Barbera         | 8 de abril | 21:00 |
| Libre:Salernitana |     |               |                               |            |       |

| Pescara             | 1-1 | Perugia    | Estadio Adriático        | 12 de abril | 21:00 |
| Lecce               | 4-1 | Carpi      | Estadio Via del Mare     | 13 de abril | 15:00 |
| Salernitana         | 4-2 | Cittadella | Estadio Arechi           | 13 de abril | 15:00 |
| Crotone             | 0-0 | Cremonese  | Stadio Ezio Scida        | 13 de abril | 15:00 |
| Venezia             | 1-0 | Foggia     | Estadio Pier Luigi Penzo | 13 de abril | 18:00 |
| Spezia              | 3-2 | Ascoli     | Stadio Alberto Picco     | 14 de abril | 15:00 |
| Padova              | 0-0 | Cosenza    | Estadio Euganeo          | 14 de abril | 15:00 |
| Benevento           | 1-2 | Palermo    | Estadio Ciro Vigorito    | 14 de abril | 21:00 |
| Livorno             | 0-1 | Brescia    | Estadio Armando Picchi   | 15 de abril | 21:00 |
| Libre:Hellas Verona |     |            |                          |             |       |

| Hellas Verona | 0-3 | Benevento   | Estadio Marcantonio Bentegodi | 22 de abril | 15:00 |
| Brescia       | 3-0 | Salernitana | Stadio Mario Rigamonti        | 22 de abril | 18:00 |
| Cittadella    | 1-3 | Cremonese   | Stadio Pier Cesare Tombolato  | 22 de abril | 21:00 |
| Perugia       | 1-2 | Lecce       | Estadio Renato Curi           | 22 de abril | 21:00 |
| Foggia        | 2-2 | Livorno     | Stadio Pino Zaccheria         | 22 de abril | 21:00 |
| Palermo       | 1-1 | Padova      | Estadio Renzo Barbera         | 22 de abril | 21:00 |
| Carpi         | 0-0 | Pescara     | Estadio Sandro Cabassi        | 22 de abril | 21:00 |
| Cosenza       | 1-0 | Spezia      | Stadio San Vito-Gigi Marulla  | 22 de abril | 21:00 |
| Ascoli        | 1-0 | Venezia     | Estadio Cino e Lillo Del Duca | 22 de abril | 21:00 |
| Libre:Crotone |     |             |                               |             |       |

| Benevento    | 4-2 | Cosenza       | Estadio Ciro Vigorito        | 26 de abril | 21:00 |
| Salernitana  | 2-5 | Carpi         | Estadio Arechi               | 27 de abril | 15:00 |
| Venezia      | 1-4 | Crotone       | Estadio Pier Luigi Penzo     | 27 de abril | 15:00 |
| Pescara      | 1-1 | Hellas Verona | Estadio Adriático            | 27 de abril | 15:00 |
| Livorno      | 2-2 | Palermo       | Estadio Armando Picchi       | 27 de abril | 15:00 |
| Spezia       | 1-1 | Perugia       | Stadio Alberto Picco         | 27 de abril | 18:00 |
| Cittadella   | 2-2 | Ascoli        | Stadio Pier Cesare Tombolato | 28 de abril | 15:00 |
| Cremonese    | 1-0 | Foggia        | Stadio Giovanni Zini         | 28 de abril | 15:00 |
| Lecce        | 1-0 | Brescia       | Estadio Via del Mare         | 28 de abril | 21:00 |
| Libre:Padova |     |               |                              |             |       |

| Palermo       | 2-2 | Spezia      | Estadio Renzo Barbera         | 1 de mayo | 12:30 |
| Crotone       | 1-0 | Benevento   | Stadio Ezio Scida             | 1 de mayo | 15:00 |
| Perugia       | 0-0 | Cittadella  | Estadio Renato Curi           | 1 de mayo | 15:00 |
| Carpi         | 1-2 | Cremonese   | Estadio Sandro Cabassi        | 1 de mayo | 15:00 |
| Padova        | 2-1 | Lecce       | Estadio Euganeo               | 1 de mayo | 15:00 |
| Hellas Verona | 2-3 | Livorno     | Estadio Marcantonio Bentegodi | 1 de mayo | 15:00 |
| Foggia        | 3-1 | Salernitana | Stadio Pino Zaccheria         | 1 de mayo | 15:00 |
| Cosenza       | 1-1 | Venezia     | Stadio San Vito-Gigi Marulla  | 1 de mayo | 15:00 |
| Brescia       | 1-0 | Ascoli      | Stadio Mario Rigamonti        | 1 de mayo | 18:00 |
| Libre:Pescara |     |             |                               |           |       |

| Cremonese   | 0-0 | Brescia       | Stadio Giovanni Zini          | 4 de mayo | 15:00 |
| Spezia      | 2-0 | Crotone       | Stadio Alberto Picco          | 4 de mayo | 15:00 |
| Ascoli      | 1-2 | Palermo       | Estadio Cino e Lillo Del Duca | 4 de mayo | 15:00 |
| Venezia     | 2-2 | Pescara       | Estadio Pier Luigi Penzo      | 4 de mayo | 15:00 |
| Cittadella  | 3-0 | Hellas Verona | Stadio Pier Cesare Tombolato  | 4 de mayo | 18:00 |
| Livorno     | 1-0 | Carpi         | Estadio Armando Picchi        | 5 de mayo | 15:00 |
| Benevento   | 3-3 | Padova        | Estadio Ciro Vigorito         | 5 de mayo | 15:00 |
| Salernitana | 1-2 | Cosenza       | Estadio Arechi                | 5 de mayo | 21:00 |
| Foggia      | 1-0 | Perugia       | Stadio Pino Zaccheria         | 6 de mayo | 21:00 |
| Libre:Lecce |     |               |                               |           |       |

| Crotone       | 3-0 | Ascoli      | Stadio Ezio Scida             | 11 de mayo | 15:00 |
| Brescia       | 2-3 | Benevento   | Stadio Mario Rigamonti        | 11 de mayo | 15:00 |
| Palermo       | 2-2 | Cittadella  | Estadio Renzo Barbera         | 11 de mayo | 15:00 |
| Perugia       | 3-1 | Cremonese   | Estadio Renato Curi           | 11 de mayo | 15:00 |
| Hellas Verona | 2-1 | Foggia      | Estadio Marcantonio Bentegodi | 11 de mayo | 15:00 |
| Padova        | 1-1 | Livorno     | Estadio Euganeo               | 11 de mayo | 15:00 |
| Pescara       | 2-0 | Salernitana | Estadio Adriático             | 11 de mayo | 15:00 |
| Lecce         | 2-1 | Spezia      | Estadio Via del Mare          | 11 de mayo | 15:00 |
| Carpi         | 2-3 | Venezia     | Estadio Sandro Cabassi        | 11 de mayo | 15:00 |
| Libre:Cosenza |     |             |                               |            |       |

### Play-off
|  | Cuartos de final | Cuartos de final | Cuartos de final |               |   | Semifinales | Semifinales | Semifinales | Semifinales | Semifinales |  |   | Final      | Final | Final | Final | Final |  |
|  |                  |                  |                  |               |   |             |             |             |             |             |  |   |            |       |       |       |       |  |
|  |                  |                  |                  |               |   |             |             |             |             |             |  |   |            |       |       |       |       |  |
|  |                  |                  |                  |               |   |             |             |             |             |             |  |   |            |       |       |       |       |  |
|  |                  |                  |                  |               |   |             |             |             |             |             |  |   |            |       |       |       |       |  |
|  |                  |                  |                  |               |   |             |             |             |             |             |  |   |            |       |       |       |       |  |
|  |                  | 3                | Benevento        | 2             | 0 | 2           |             |             |             |             |  |   |            |       |       |       |       |  |
|  |                  |                  |                  | 2             | 0 | 2           |             |             |             |             |  |   |            |       |       |       |       |  |
|  |                  |                  | 7                | Cittadella    | 1 | 3           | 4           |             |             |             |  |   |            |       |       |       |       |  |
|  | 6                | Spezia           | 7                | Cittadella    | 1 | 3           | 4           | 1           |             |             |  |   |            |       |       |       |       |  |
|  | 6                | Spezia           |                  |               |   |             |             |             |             |             |  |   |            |       |       |       |       |  |
|  | 7                | Cittadella       | 2                |               |   |             |             |             |             |             |  |   |            |       |       |       |       |  |
|  | 7                | Cittadella       | 2                |               |   |             |             |             |             |             |  | 7 | Cittadella | 2     | 0     | 2     |       |  |
|  |                  |                  |                  |               |   |             |             |             |             |             |  | 7 | Cittadella | 2     | 0     | 2     |       |  |
|  |                  |                  | 5                | Hellas Verona | 0 | 3           | 3           |             |             |             |  |   |            |       |       |       |       |  |
|  |                  |                  | 5                | Hellas Verona | 0 | 3           | 3           |             |             |             |  |   |            |       |       |       |       |  |
|  |                  |                  |                  |               |   |             |             |             |             |             |  |   |            |       |       |       |       |  |
|  |                  |                  |                  |               |   |             |             |             |             |             |  |   |            |       |       |       |       |  |
|  |                  | 4                | Pescara          | 0             | 0 | 0           |             |             |             |             |  |   |            |       |       |       |       |  |
|  |                  |                  |                  | 0             | 0 | 0           |             |             |             |             |  |   |            |       |       |       |       |  |
|  |                  |                  | 5                | Hellas Verona | 0 | 1           | 1           |             |             |             |  |   |            |       |       |       |       |  |
|  | 5                | Hellas Verona    | 5                | Hellas Verona | 0 | 1           | 1           | 4           |             |             |  |   |            |       |       |       |       |  |
|  | 5                | Hellas Verona    |                  |               |   |             |             |             |             |             |  |   |            |       |       |       |       |  |
|  | 8                | Perugia          | 1                |               |   |             |             |             |             |             |  |   |            |       |       |       |       |  |
|  | 8                | Perugia          | 1                |               |   |             |             |             |             |             |  |   |            |       |       |       |       |  |
|  |                  |                  |                  |               |   |             |             |             |             |             |  |   |            |       |       |       |       |  |

### Play-out
Debido al descenso automático del Palermo, se cancelaron los juegos de play-out entre el Venezia y el Salernitana, los cuales comenzaban el 19 de mayo. Esta situación fue revertida el 27 de mayo, por ende al Palermo se le descuentan 20 y los partidos entre el Venezia y el Salernitana se juegan igual.
|  | Final |             |   |   |   |  |
|  |       |             |   |   |   |  |
|  | 15    | Venezia     | 1 | 1 | 2 |  |
|  | 15    | Venezia     | 1 | 1 | 2 |  |
|  | 16    | Salernitana | 2 | 0 | 2 |  |
|  | 16    | Salernitana | 2 | 0 | 2 |  |

- Datos: Q52554512
- Multimedia: Serie B 2018-2019 / Q52554512